# Aglaophon (Koroplast)
Aglaophon (altgriechisch Ἀγλαοφῶν) war ein griechischer Koroplast, der im 2. Jahrhundert v. Chr. in Myrina in Kleinasien tätig war.
Aglaophon ist von sechs Signaturen auf Tonstatuetten aus der Nekropole von Myrina bekannt. Die beiden ältesten Statuetten zeigen das im 2. Jahrhundert v. Chr. beliebte Motiv der geflügelten Göttin Nike in langem Gewand, die beide dem gleichen Modell entstammen. Diese beiden Statuetten zählen zu den ältesten Terrakotten aus Myrina, die von einem Künstler signiert wurden und Aglaophon demnach zu den ältesten namentlich bekannten myrinischen Koroplasten. Eine jüngere Arbeit Aglaophons zeigt die Göttin Aphrodite und wird in das 2. oder 1. Jahrhundert v. Chr. datiert, stilistisch lehnt sich die Statuette an Xoanonfiguren aus der klassischen Zeit an. Zwei Statuetten einer auf einer Gans sitzenden Aphrodite, die beide aus derselben Form stammen, tragen ebenfalls seine Signatur. Das Motiv ist ansonsten nur ab der zweiten Hälfte des 1. Jahrhunderts v. Chr. bekannt, etwa vom Koroplasten Menophilos. Auf einer der Statuetten ist die Signatur Aglaophons zudem als Relief abgebildet, was bedeutet, dass sie bereits in das Modell eingeritzt wurde. Daher wird eine Werkstatt angenommen, die den reputablen Namen ihres Meisters nach dessen Schaffenszeit weiterverwendet hat.